# Quercus coutinhoi
Quercus coutinhoi är en bokväxtart som beskrevs av Gonçalo Antonio da Silva Ferreira Sampaio. Quercus coutinhoi ingår i släktet ekar, och familjen bokväxter.
Artens utbredningsområde är Portugal. Inga underarter finns listade.